# HD 115585
HD 115585 es una estrella de magnitud aparente +7,42 en la constelación de Musca, la mosca, situada visualmente a 1,5º de δ Muscae.
Se encuentra a 145 años luz de distancia del sistema solar.

## Características físicas
HD 115585 es una subgigante —o estrella de la secuencia principal— de color amarillo y tipo espectral G5-G6.
Tiene una temperatura efectiva de 5711 ± 29 K y su luminosidad es un 70% superior a la luminosidad solar.
Su radio es un 36% más grande que el del Sol y la velocidad de rotación proyectada medida —0,1 km/s— es prácticamente inapreciable.
Su masa es algo mayor que la masa solar —entre 1,11 y 1,14 masas solares—, y parece ser una estrella más antigua que el Sol; diversas fuentes consultadas cifran su edad entre los 5800 y los 9800 millones de años.

## Composición química
La característica más notable de HD 115585 es su alto contenido en metales, siendo su abundancia relativa de hierro 2,2 veces mayor que en el Sol ([Fe/H] = +0,35).
Entre más de 450 estrellas similares, muy pocas —entre ellas las estrellas con planetas HD 83443 y HD 181433— poseen una metalicidad comparable.
Todos los elementos evaluados son sobreabundantes en relación con los niveles solares. En particular, cabe señalar su alto contenido de sodio, 2,8 veces más elevado que en el Sol.
Asimismo, HD 115585 exhibe un bajo contenido de litio (logє[Li] < 0,51).
Dado que las estrellas con planetas poseen un menor contenido de litio y, en general, una elevada metalicidad, cabría esperar que HD 115585 albergara un sistema planetario.
Sin embargo, no existe evidencia de que sea así.